# 賈法伊羅·迪爾羅辛
賈法伊羅·约雷诺·福斯蒂诺·迪爾羅辛（荷蘭語：Javairô Joreno Faustino Dilrosun；1998年6月22日—），荷蘭足球運動員，司職翼鋒，現時效力墨西哥足球超級聯賽球會CF阿美利加。

## 俱樂部生涯
2006年在阿積士開啟了足球生涯，隨後2014年他以27萬英鎊的價格加入了英超球隊曼城青訓體系。
2016年，只有18歲的他被提拔至u23隊參加英超B聯賽，兩個賽季為球隊出場25次，打入1球送出了8次助攻，此外他還在青年歐冠和英格蘭聯賽錦標賽出場過，不過並沒有在一線隊踢過比賽。
2018年夏天，他並沒有與球隊續約，自由轉會至德甲球隊柏林赫塔，簽訂了一份周薪5000歐，2022年到期的合同。
德甲聯賽第二輪，柏林赫塔客場挑戰沙爾克04，第六分鐘迪爾羅辛替補受傷的卡里姆·雷基克上場，第十五分鐘就助攻安德烈·杜達先下一城，最終幫助球隊2-0戰勝上賽季德甲亞軍。此後迪爾羅辛在第三輪又打入了德甲處子球，球隊2-2戰平狼堡。

## 國家隊生涯
2018年11月，他第一次得到了荷蘭國家足球隊的徵召，在11月20日歐國聯對陣德國的比賽中上演了國家隊首秀。

## 外部連結
- 德国足球协会上的Javairo Dilrosun（支持德语版）
- Javairo Dilrosun－UEFA國際賽競賽紀錄
- 賈法伊羅·迪爾羅辛在 National-Football-Teams.com 上的出场纪录